# Centro storico di Macao
Il centro storico di Macao (in portoghese: Centro Histórico de Macau; in cinese: 澳門歷史城區) è un insieme di 20 siti che testimoniano l'unicità dell'assimilazione e coesistenza delle culture cinese e portoghese a Macao, in passato ex colonia portoghese. Rappresenta l'eredità culturale architettonica della città, includendo monumenti quali: piazze, vie, chiese e templi.
Nel 2005, il centro storico di Macao venne iscritto nella lista del patrimonio dell'umanità dell'UNESCO, diventando il 31° sito patrimonio dell'umanità in Cina. Viene descritto dall'UNESCO: "con le sue vie storiche, gli edifici residenziali, le costruzioni religiose e pubbliche sia portoghesi che cinesi, il centro storico di Macao fornisce una testimonianza unica dell'incontro estetico, culturale, architettonico e tecnologico tra oriente e occidente" e "[...]testimonia uno dei primi e più lunghi incontri tra la Cina e l'Occidente, basato sulla vitalità del commercio internazionale".

## Il sito
Il centro storico di Macao è costituito da due zone separate nel centro storico della città di Macao. Ogni zona è circondata a sua volta da una zona cuscinetto.

### Zona 1
Questa zona è situata tra Mount Hill e la Collina di Barra

#### Edifici
- Tempio di A-Ma
- Caserma moresca
- Casa del Mandarino[5]
- Chiesa di San Lorenzo
- Chiesa e seminario di San Giuseppe
- Teatro Dom Pedro V[6]
- Biblioteca sir Robert Ho Tung
- Chiesa di Sant'Agostino
- Casa del Senato
- Sam Kai Vui Kun
- Santa Casa della Misericordia
- Cattedrale della Natività di Nostra Signora
- Casa di Lou Kau[7]
- Chiesa di San Domenico
- Rovine della cattedrale di San Paolo
- Tempio di Na Tcha
- Resti delle mura
- Fortezza del Monte
- Chiesa di Sant'Antonio
- Casa Garden
- Cimitero protestante

#### Piazze
- Piazza Barra
- Piazza Lilau
- Piazza di Sant'Agostino
- Piazza del Senato
- Piazza di San Domenico
- Piazza della Cattedrale
- Piazza della Compagnia di Gesù
- Piazza Luís de Camões

### Zona 2
- Fortezza di Guia

Questa zona è composta anche da una zona cuscinetto, che comprende i giardini circostanti il sito della fortezza, dove si trova il Museo di Macao, e l'antistante area urbana.

## Amministrazione
La maggior parte degli edifici del centro storico di Macao sono proprietà della Regione a Amministrativa Speciale e gestiti da diversi dipartimenti o autorità. L'Istituto Culturale del Governo di Macao gestisce la Casa del Mandarino, Le rovine della Cattedrale di San Paolo, la sezione delle mura cittadine, le fortezze del Monte e di Guia (compresi faro e cappella). La Casa del Senato è gestita dall'Istituto per gli Affari Municipali, mentre i due templi di proprietà del governo, il tempio di A-Ma e il tempio di Na Tcha, sono amministrati rispettivamente dal Comitato dell'Associazione di Carità del tempio di A-Ma e dal Consiglio di Amministrazione del tempio di Na Tcha. La caserma moresca è gestita dall'Amministrazione portuale di Macao. Per quanto riguarda la chiesa di San Giuseppe e la cattedrale della Natività di Nostra Signora, vengono gestite dalla diocesi cattolica di Macao. La Santa Casa della Misericordia viene gestita dalla fondazione caritatevole della Santa casa della Misericordia. Il teatro Dom Pedro V, infine, è gestito dal suo consiglio di amministrazione.
Tutti i siti inseriti nella lista UNESCO del Centro Storico sono protetti da varie leggi istituite ad-hoc dal Governo di Macao.